# Никола Гешев
Никола Христов Гешев е български полицай от периода между двете световни войни. За периода 1941 – 1944 г. е началник на отделение „А“ на отдел „Държавна сигурност“ в Дирекцията на полицията, отговорно за борбата срещу нелегалните по това време Българска комунистическа партия, лявото крило на БЗНС и ФАКБ.

## Биография
Никола Гешев е роден на 13 април 1896 година в София в семейството на столичния нотариус Христо Гешев и Райна Манолова. Семейство Гешеви има 6 деца: Бонка, Емануил (Манчо), Никола, Елена, Стефанка и Георги. Емануил Гешев е сред основателите на ФК Славия, а Георги Гешев е първият национален шампион по шахмат, носител на 4 поредни титли между 1933 и 1936 г. Семейство Гешеви обитава къщата на бул. „Христо Ботев“ № 39 в София. През 1974 г. семейната къща е завещана от Елена Гешева на Българската федерация по шахмат. През по-голямата част от съзнателния си живот Никола Гешев остава заклет ерген. Единствената голяма любов е колежката му Веселина Добрева. Връзката им се задълбочава през 1936 г., но двамата се венчават едва през май 1944 г.

### Образование и убеждения
Никола Гешев е съученик на Станислав Балан (секретар на цар Борис III) и на известния комунистически функционер Трайчо Костов, за когото по-късно има недоказана версия, че е бил негов агент, което се използва от Народния съд, за да ликвидират Т. Костов през 1949 г.
Никола Гешев следва две години право в Италия, през периода 1921 – 1922 г., но се връща, без да е завършил образованието си. С този период от живота му се свързва и прякорът „Папата“, с който по-късно е известен сред колегите си в полицията.
Като младеж, Гешев се интересува от социалистическите и марксистките идеи. През 1924 г. при погребението на основателя на социалдемократическата партия Димитър Благоев, Гешев носи на ръце ковчега на „Дядото“, заедно с Вълко Червенков и има съмнение, че тогава той се внедрява.

### Агентурата на Гешев
Смята се, че Гешев е разполагал с широка агентурна мрежа, състояща се от 186 агенти в средите на комунистическата партия, вкл. на най-високо ниво – ЦК. Поради това на 9 септември 1944 г. Гешев се оказва „най-търсеният човек“ в страната. На него се приписват думите: „И 50 години аз ще управлявам България“, както и „Ще обера кадърните ви хора и ще ви оставя кундурджиите – да видите как се управлява с кундурджии!“. Противоречиви са и сведенията за съдбата след 9 септември 1944 г. на агентите, вербувани от Гешев. Според Иван-Асен Георгиев, комунист и американски шпионин, само двама-трима от агентите на Гешев внедрени в БКП впоследствие са разкрити, за останалите се предполага, че са продължили да заемат вкл. най-високи постове в партийната йерархия.

### Версии за смъртта на Гешев
Съществуват три основни версии за съдбата на Никола Гешев на и след 9 септември 1944 г.:
- Първата – официалната, че е убит при опит да избяга в Турция при границата в района на Свиленград на 9 септември 1944 година следобед. Гробът съзнателно е оставен неизвестен, за да не става обект на поклонение.
- Втората, че е убит при Куклен чешма южно от Пловдив на 9 септември 1944 година.
- Третата, че е останал жив, успял да премине в Турция, живял до дълбока старост, вероятно в Мюнхен и дори, че e живял до смъртта си през 1970 г. в България в пазарджишкото село Виноградец.

### Версия за оцеляването на Гешев
Първата улика, че полицаят е останал жив, е докладна от 26 юни 1946 г. до шефа на МВР Стара Загора, с която екстрадират семейството на брата на Гешев – Емануил. Той заедно със семейството му трябва да се установят в Нова Загора и на всеки 24 часа да се разписват в участъка. Причината според докладната е, че те са близки на незаловения бивш началник на полицията Никола Гешев.
Втора улика е в досието на Емануил Гешев, изготвено от Новозагорското околийско управление на полицията. Там се появява същият текст: че „той е близък на незаловения бивш началник на полицията Гешев.“
Третата е от 11 юли 1947 г. Началникът на групата по издирването на Никола Гешев пише до директора на отделение Е. В рапорта той иска разрешение да се открие досие за разработка на 19-годишната Райна Емануилова Гешева – дъщеря на брата на Никола Гешев. Мотивът – „във връзка с издирването на Никола Христов Гешев.“
Четвърта – Оперативното дело „Овен“ по разследването на Никола Гешев не е прекратено.

## Наследницата на Гешев
Единствената жива днес наследница на Никола Гешев е правнучката на брат му Анна Емануилова Гешева. Тя е завършила УНСС. Външната прилика между нея и полицая е поразителна. Също като Никола Гешев тя е учила за юрист. Самата Анна издирва в архивите всички документи, свързани със семейството.

## За него
Българският учен и писател Петър Япов пише цикъл от изследвания за полицая Никола Гешев и неговото време. Цикълът съдържа книгите „Никола Гешев, който не беше само полицай“, „И 50 години аз ще управлявам България“ (2002, издателство „Изток-запад“) и „Трайчо Костов и Никола Гешев: Съдебните процеси през 1942 и 1949 г.“ (2003, издателство „Изток-запад“).